# Leichtathletik-Länderkampf der Männer 1968 Frankreich – BR Deutschland
| 5. Leichtathletik-Länderkampf mit bundesdeutscher Beteiligung 1968 | 5. Leichtathletik-Länderkampf mit bundesdeutscher Beteiligung 1968 |
| ------------------------------------------------------------------ | ------------------------------------------------------------------ |
|                                                                    |                                                                    |
| Ländervergleich der Männer: Frankreich – BR Deutschland            |                                                                    |
| Austragungsort                                                     | Paris                                                              |
| Wettbewerbe                                                        | 20                                                                 |
| Datum                                                              | 22./23. Juni                                                       |
| 1. FRG 2. FRA                                                      | 116 Punkte 096 Punkte                                              |
| Chronik                                                            |                                                                    |
| ← FRA-FRG-SUI Geher (M)                                            | FRG-NLD-ROU (F) →                                                  |

Im fünften Vergleich des Länderkampfjahres 1968 wurde in der französischen Hauptstadt Paris am 22./23. Juni der erste Länderkampf des Jahres mit dem allgemeinen leichtathletischen Programm ausgetragen. Es war ein Jubiläum, die Begegnung zwischen den bundesdeutschen und französischen Leichtathleten fand zum zwanzigsten Mal statt.

## Wettbewerbe und Modus
Auf dem Programm standen die bei Länderkämpfen üblichen zwanzig Disziplinen. Aus dem olympischen Wettbewerbskatalog fehlten nur der Marathonlauf, die beiden Gehdisziplinen und der Zehnkampf. Die Wertung erfolgte durchgängig nach dem Standardsystem.

## Ergebnis
Im läuferischen Bereich war die Begegnung annähernd ausgeglichen. Beide Teams errangen jeweils fünf Disziplinsiege, die Bundesrepublik Deutschland mit drei, Frankreich mit zwei Doppelerfolgen. Von den Staffeln gewann jedes Team eine. Ähnlich gestaltete sich der Bereich der Sprünge, in dem es je zwei Siege für die beiden Länder gab. Die Bundesrepublik erzielte dabei einen Doppelerfolg, Frankreich keinen. In der Kategorie Wurf/Stoß schließlich waren die bundesdeutschen Leichtathleten mit drei Siegen bei gleichzeitig drei Doppelerfolgen erfolgreicher als ihre Kontrahenten. Hier konnten sich nur Frankreichs Kugelstoßer durchsetzen. Am Ende gab es wie in allen Aufeinandertreffen zuvor auch in Paris mit diesmal 116 zu 96 Punkten erneut einen bundesdeutschen Erfolg.

## Legende
Kurze Übersicht zur Bedeutung der Symbolik – so üblicherweise auch in sonstigen Veröffentlichungen verwendet:
| w | Rückenwindunterstützung über dem erlaubten Limit von 2,0 m/s |

## Resultate

### 100 m
| Platz | Athlet              | Land | Zeit (s) |
| ----- | ------------------- | ---- | -------- |
| 1     | Gérard Fenouil      | FRA  | 10,8     |
| 2     | Jocelyn Delecour    | FRA  | 10,9     |
| 3     | Gernot Hirscht      | FRG  | 11,0     |
| 4     | Manfred Knickenberg | FRG  | 11,1     |

Datum: 22. Juni

### 200 m
| Platz | Athlet            | Land | Zeit (s) |
| ----- | ----------------- | ---- | -------- |
| 1     | Gérard Fenouil    | FRA  | 21,2     |
| 2     | Joachim Eigenherr | FRG  | 21,2     |
| 3     | Edgar Krüger      | FRG  | 21,4     |
| 4     | Jocelyn Delecour  | FRA  | 21,8     |

Datum: 23. Juni

### 400 m
| Platz | Athlet             | Land | Zeit (s) |
| ----- | ------------------ | ---- | -------- |
| 1     | Helmar Müller      | FRG  | 46,5     |
| 2     | Martin Jellinghaus | FRG  | 46,6     |
| 3     | Jean-Claude Nallet | FRA  | 46,7     |
| 4     | Jacques Carette    | FRA  | 48,3     |

Datum: 22. Juni

### 800 m
| Platz | Athlet               | Land | Zeit (min) |
| ----- | -------------------- | ---- | ---------- |
| 1     | Franz-Josef Kemper   | FRG  | 1:48,6     |
| 2     | Jean-Pierre Dufresne | FRA  | 1:49,8     |
| 3     | Bodo Tümmler         | FRG  | 1:50,3     |
| 4     | Michel Samper        | FRA  | 1:51,4     |

Datum: 22. Juni

### 1500 m
| Platz | Athlet          | Land | Zeit (min) |
| ----- | --------------- | ---- | ---------- |
| 1     | Walter Adams    | FRG  | 4:03,3     |
| 2     | Harald Norpoth  | FRG  | 4:03,8     |
| 3     | Claude Nicolas  | FRA  | 4:03,9     |
| 4     | Jacky Boxberger | FRA  | 4:04,6     |

Datum: 23. Juni

### 5000 m
| Platz | Athlet          | Land | Zeit (min) |
| ----- | --------------- | ---- | ---------- |
| 1     | Jean Wadoux     | FRA  | 14:32,8    |
| 2     | Noël Tijou      | FRA  | 14:18,8    |
| 3     | Werner Girke    | FRG  | 14:30,2    |
| 4     | Rainer Biesecke | FRG  | 14:34,2    |

Datum: 22. Juni

### 10.000 m
| Platz | Athlet               | Land | Zeit (min) |
| ----- | -------------------- | ---- | ---------- |
| 1     | Lutz Philipp         | FRG  | 29:42,4    |
| 2     | Paul Angenvoorth     | FRG  | 29:52,2    |
| 3     | Jean Yves le Flohic  | FRA  | 30:16,4    |
| 4     | Marcel le Chevallier | FRA  | 30:31,2    |

Datum: 23. Juni

### 110 m Hürden
| Platz | Athlet             | Land | Zeit (s) |
| ----- | ------------------ | ---- | -------- |
| 1     | Hinrich John       | FRG  | 14,6     |
| 2     | Jean Pierre Corval | FRA  | 14,8     |
| 3     | Werner Trzmiel     | FRG  | 14,9     |
| 4     | Pierre Schoebel    | FRA  | 14,9     |

Datum: 22. Juni

### 400 m Hürden
| Platz | Athlet          | Land | Zeit (s) |
| ----- | --------------- | ---- | -------- |
| 1     | Robert Poirier  | FRA  | 51,0     |
| 2     | Gerhard Hennige | FRG  | 51,5     |
| 3     | Alain Hebrard   | FRA  | 51,6     |
| 4     | Rainer Schubert | FRG  | 52,1     |

Datum: 23. Juni

### 3000 m Hindernis
| Platz | Athlet               | Land | Zeit (min) |
| ----- | -------------------- | ---- | ---------- |
| 1     | Guy Texereau         | FRA  | 8:47,2     |
| 2     | Klaus-Ludwig Brosius | FRG  | 8:49,8     |
| 3     | Daniel Bontoux       | FRA  | 8:50,4     |
| 4     | Heinz-Gerd Mölders   | FRG  | 9:06,6     |

Datum: 23. Juni

### 4 × 100 m Staffel
| Platz | Besetzung      | Land                                                                | Zeit (s) |
| ----- | -------------- | ------------------------------------------------------------------- | -------- |
| 1     | Frankreich     | Patrick Bourbeillon Jocelyn Delecour Claude Piquemal Gérard Fenouil | 40,0     |
| 2     | BR Deutschland | Edgar Krüger Gernot Hirscht Horst Assion Joachim Eigenherr          | 40,1     |

Datum: 22. Juni

### 4 × 400 m Staffel
| Platz | Besetzung      | Land                                                                | Zeit (min) |
| ----- | -------------- | ------------------------------------------------------------------- | ---------- |
| 1     | BR Deutschland | Fritz König Ingo Röper Manfred Kinder Martin Jellinghaus            | 3:07,5     |
| 2     | Frankreich     | Christian Nicolau Jacques Carette Robert Poirier Jean-Claude Nallet | 3:10,7     |

Datum: 23. Juni

### Hochsprung
| Platz | Athlet             | Land | Höhe (m) |
| ----- | ------------------ | ---- | -------- |
| 1     | Henri Elliott      | FRA  | 2,11     |
| 2     | Ingomar Sieghart   | FRG  | 2,08     |
| 3     | Gunther Spielvogel | FRG  | 2,08     |
| 4     | Robert Sainte-Rose | FRA  | 2,05     |

Datum: 23. Juni

### Stabhochsprung
| Platz | Athlet            | Land | Höhe (m) |
| ----- | ----------------- | ---- | -------- |
| 1     | Klaus Lehnertz    | FRG  | 4,80     |
| 2     | Alain Moreau      | FRA  | 4,80     |
| 3     | Hervé d’Encausse  | FRA  | 4,70     |
| 4     | Claus Schiprowski | FRG  | 4,50     |

Datum: 22. Juni

### Weitsprung
| Platz | Athlet            | Land | Weite (m) |
| ----- | ----------------- | ---- | --------- |
| 1     | Jack Pani         | FRA  | 8,20 w    |
| 2     | Bernd Roos        | FRG  | 7,67 w    |
| 3     | Hermann Latzel    | FRG  | 7,59 w    |
| 4     | Christian Kaddour | FRA  | 3,25 w    |

Datum: 22. Juni
Alle genannten Leistungen wurden mit einer Rückenwindunterstützung von mehr als 4,0 m/s erzielt.
Christian Kaddour tätigte nur einen Sprung und war dann verletzt.

### Dreisprung
| Platz | Athlet             | Land | Weite (m) |
| ----- | ------------------ | ---- | --------- |
| 1     | Joachim Kugler     | FRG  | 16,00     |
| 2     | Michael Sauer      | FRG  | 15,86     |
| 3     | Christian Martigne | FRA  | 15,59     |
| 4     | Raymond Privé      | FRA  | 15,45     |

Datum: 23. Juni

### Kugelstoßen
| Platz | Athlet               | Land | Weite (m) |
| ----- | -------------------- | ---- | --------- |
| 1     | Pierre Colnard       | FRA  | 19,28     |
| 2     | Heinfried Birlenbach | FRG  | 18,91     |
| 3     | Arnjolt Beer         | FRA  | 18,48     |
| 4     | Traugott Glöckler    | FRG  | 18,08     |

Datum: 23. Juni

### Diskuswurf
| Platz | Athlet          | Land | Weite (m) |
| ----- | --------------- | ---- | --------- |
| 1     | Hein-Direck Neu | FRG  | 59,26     |
| 2     | Jens Reimers    | FRG  | 57,44     |
| 3     | Pierre Alard    | FRA  | 54,68     |
| 4     | Jacques Nys     | FRA  | 51,78     |

Datum: 22. Juni

### Hammerwurf
| Platz | Athlet            | Land | Weite (m) |
| ----- | ----------------- | ---- | --------- |
| 1     | Hans Fahsl        | FRG  | 68,88     |
| 2     | Lutz Caspers      | FRG  | 67,28     |
| 3     | Jacques Accambray | FRA  | 64,40     |
| 4     | Gérard Chadefaux  | FRA  | 61,96     |

Datum: 23. Juni

### Speerwurf
| Platz | Athlet              | Land | Weite (m) |
| ----- | ------------------- | ---- | --------- |
| 1     | Hermann Salomon     | FRG  | 83,48     |
| 2     | Rolf Herings        | FRG  | 78,10     |
| 3     | Petelo Wakalina     | FRA  | 73,20     |
| 4     | Jean-François Monet | FRA  | 72,28     |

Datum: 22. Juni